# Kamloops
Kamloops är en stad belägen vid Thomsonfloden i provinsen British Columbia i sydvästra Kanada. Staden hade vid 2016 års folkräkning 90 280 invånare. Här finns ett universitet med 8 000 studenter. Kamloops Airport ligger nära staden.